# Patti Scialfa
Patti Scialfa, née le 29 juillet 1953 à Deal (New Jersey), est auteur-compositeur, guitariste, chanteuse et pianiste américaine, membre du E Street Band depuis 1984. En 1991, elle épouse Bruce Springsteen avec qui elle a eu trois enfants, dont Jessica Springsteen, vice-championne olympique d'équitation en 2021.

## Biographie
À 17 ans elle avait téléphoné à Bruce Springsteen qui avait passé une annonce dans le Asbury Park Press pour trouver une choriste.
Après une longue discussion, il ne donnera pas suite, la trouvant trop jeune pour partir sur la route avec  le Bruce Springsteen Band.
Ils se rencontreront physiquement 4 ans plus tard en 1974 à la suite d'une nouvelle annonce dans le Village Voice pour le E street band cette fois. Elle a joué une de ses chansons au piano à Springsteen, qui n'a pas pu se décider à incorporer une femme dans son groupe de mecs.
10 ans plus tard, un dimanche soir de 1984, Bruce était au  Stone Pony à Asbury Park N.J. quand Patti a chanté avec le groupe de la boite. Et c'est comme ça qu'elle a incorporé le groupe pour la tournée de Born in the U.S.A.

## Discographie
- 1993 : Rumble Doll
- 2004 : 23rd Street Lullaby
- 2007 : Play It As It Lays